# Hans van Abeelen

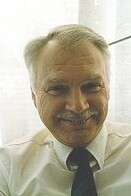
Hans van Abeelen, 1997

Johannes Henricus Felix van Abeelen (* 20. November 1936 in Enschede; † 21. August 1998 in ebenda) war ein niederländischer Verhaltensgenetiker.

## Leben
Hans van Abeelen erhielt sein Diplom von der Universität Groningen und seinen Doktor der Naturwissenschaften von der Radboud-Universität Nijmegen in 1965, wo er für den Rest seiner Karriere als „wetenschappelijk hoofdmedewerker“ geblieben ist. Er war ein Gründungsmitglied des Behavior Genetics Association und Mitglied des Redaktionsbeirats der wissenschaftlichen Fachzeitschrift Behavior Genetics von seiner Entstehung im Jahre 1971 bis 1992. Van Abeelen entschied sich im Jahr 1991 eine vorzeitige Pensionierung, wurde aber dennoch eines der Gründungsmitglieder des International Behavioural and Neural Genetics Society. Während seiner Karriere veröffentlichte er 64 Artikel und Buchkapitel und edierte ein Buch, The Genetics of Behaviour, welches einen frühen Überblick über die europäische Verhaltensgenetik bot.

## Publikationen (Auswahl)
- Mouse mutants studied by means of ethological methods. In: Genetica. Band 34, Nr. 1, Dezember 1964, ISSN 0016-6707, S. 79–94, doi:10.1007/BF01664181.
- Effects of genotype on mouse behaviour. In: Animal Behaviour. Band 14, 2–3 (April–Juli), 1966, ISSN 0003-3472, S. 218–225, doi:10.1016/S0003-3472(66)80075-1, PMID 6006025.
- Chlorpromazine and fur shaking in mice. In: Experientia. Band 22, Nr. 6. Birkhäuser, Juni 1966, ISSN 0014-4754, S. 360–361, doi:10.1007/BF01901132.
- Genetic control of hippocampal cholinergic and dynorphinergic mechanisms regulating novelty-induced exploratory behavior in house mice. In: Experientia. Band 45, Nr. 9. Birkhäuser, 15. September 1989, ISSN 0014-4754, S. 839–845, doi:10.1007/BF01954058, PMID 2570714.